# 54
54 (LIV) var ett normalår som började en tisdag i den julianska kalendern.

## Händelser

### Oktober
- 13 oktober – Den romerske kejsaren Claudius dör, möjligen efter att ha blivit förgiftad av Agrippina d.y. (hans fru och brorsdotter), varvid Nero efterträder honom och blir det romerska rikets femte kejsare.

### Okänt datum
- Nero försöker förbjuda gladiatorspel.
- Maiden Castle i brittiska Dorset erövras från de keltiska Durotrigerna av Vespasianus.
- Under Nero annekterar Rom Aden för att skydda sjövägen mellan Alexandria och Asien.
- Två centurioner skickas till södra Egypten för att finna Nilens källa och möjligen nya provinser. De rapporterar att även om det finns många städer i öknen verkar området för fattigt för att vara värt att erövra.
- Våldsupplopp utbryter i Caesarea angående judarnas rättigheter, vilket skapar motsättningar mellan judar och "hedningar". Den romerska garnisonen, bestående av syrier, tar "hedningarnas" parti. Judarna möts på marknadsplatsen, beväpnade med klubbor och svärd. Guvernören över Judeen, Antonius Felix, beordrar sina trupper att anfalla, varvid våldet fortsätter och Felix ber Nero att ingripa. Nero tar även han "hedningarnas" parti och reducerar judarna till andraklassmedborgare, vilket ytterligare späder på judarnas missnöje.
- Judeen återbördas bit för bit till Agrippa I:s son Marcus Julius Agrippa mellan 48 och 54.
- Patriarken Onesimos efterträder Stachys som patriark av Konstantinopel.
- Paulus påbörjar sin tredje missionsresa.
- Apollos, sedermera medarbetare till Paulus, omvänds till kristendomen i Efesos.

## Avlidna
- 13 oktober – Claudius, romersk kejsare sedan 41 (mördad)
- Domitia Lepida, änka efter Marcus Valerius Messalla Barbatus, mor till Valeria Messalina och före detta svärmor till Claudius